# Eneko Bóveda
Eneko Bóveda Altube (Bilbao, 14 dicembre 1988) è un ex calciatore spagnolo, di ruolo difensore.

## Carriera
Dopo gli esordi a Bilbao (con cui debuttò in Liga nel 2009) passa nell'Eibar, club che lascia il 1º luglio 2015 per rientrare nelle file dell'Athletic Bilbao.

## Palmarès

### Club

#### Competizioni nazionali
- Supercoppa di Spagna: 1

Athletic Bilbao: 2015